# (8321) Akim
(8321) Akim (1977 EX) – planetoida z pasa głównego asteroid okrążająca Słońce w ciągu 4,32 lat w średniej odległości 2,65 au. Odkryta 13 marca 1977 roku.